# Песчанское (Сахалинская область)
Песча́нское — село в Анивском городском округе Сахалинской области России.

## География
Село находится на берегу залива Анива, на расстоянии 4 км от города Анива, административного центра округа.

## История
В 1905—1945 годах принадлежало японскому губернаторству Карафуто и называлось Хамадзи (яп. 濱路). После передачи Южного Сахалина СССР село 15 октября 1947 года получило современное название — по характеру окружающей местности.

## Население
| 2002 | 2010 | 2013 | 2021 |
| ---- | ---- | ---- | ---- |
| 143  | ↘121 | ↗128 | ↗185 |

### Половой состав
Согласно результатам переписи 2002 года, в селе проживало 143 человека (64 мужчины и 79 женщин).

### Национальный состав
Согласно результатам переписи 2002 года, в национальной структуре населения русские составляли 82 % из 143 чел.

## Улицы
- ул. Кубанская,
- ул. Лесная,
- ул. Озёрная,
- ул. Центральная.